# 久世騒動 (関宿藩)
久世騒動(くぜそうどう）は、幕末から明治初期にかけての時期に、下総国関宿藩の藩士間で起こった一連の権力抗争。(久世騒乱とも）

## 概略
江戸から北方へ向けて逃走する幕府軍残党への対応をめぐり、藩内が「佐幕派」と「勤王派」に分裂。佐幕派は若年の藩主を擁して江戸藩邸に籠り、藩主奪還をめざす勤王派と乱闘となる。藩主を連れて逃れた佐幕派は、彰義隊に合流するも上野戦争で敗北。逃避行の中で藩主は奪還された。

## 前史
黒船来航時（嘉永6年6月3日（1853年7月8日））、関宿藩主の久世広周は幕府老中職についており、阿部正弘の政権下、内外の情報収集と意見のとりまとめに忙殺されていた。安政4年3月から10月にかけて、対ロシアを意識して、成石修輔ら5名を蝦夷地調査に派遣させることなどもしている。
しかし、阿部の死後、安政5年4月（1858年6月）、井伊直弼が大老となり、「安政の大獄」を強行すると、これに抗議したため、10月には老中を罷免され、雁の間詰を言い渡された。この時期と前後して、藩政においては、若年の杉山市太夫（対軒）を側近とし、新しい人材を登用して、最新の知識技術を学ばせるなど改革も進めていた。各地の治水・干拓事業に手腕を振るった船橋随庵や、西洋式砲術指南として藩士を指導した、壬生藩領菅谷村の名主・大久保七郎左衛門らが代表例である。しかし、大島埜地開墾をめぐる一連の事件や吉田用水の通船計画の挫折など、広周の不安定な立場は、藩政にも影響をおよぼしていた。
安政7年3月3日（1860年3月24日）、桜田門外の変によって井伊が討たれると、翌月に広周は幕政に復帰する。老中首座として、安藤信正とともに、公武合体策の推進（和宮降嫁計画）に尽力し、外交においても長州藩・長井雅楽の「航海遠略策」を取り入れようとするなど、開明的な立場をとった。このかん広周は、御縁組御用御下向御用取扱として、和宮を受けいれるための御本丸御普請御用の功で、1万石を加増され、6万8000石となっている（万延元年12月15日（1861年1月25日））。
しかし、文久2年1月15日（1862年2月13日）に坂下門外の変にて安藤が水戸浪士に襲撃されて負傷し、政権を離れると、広周も5月から「病気ニ付」順次役職を解かれ、6月2日「御役御免」となる。家督を10歳の息子・謙吉(久世広文)に譲って強制的に隠居とされ、1万石の減封処分となった（5万8000石）。さらに12月には、再減封（4万8000石）のうえ、広周には永蟄居が命ぜられた。「徳川実紀」によると、広周（及び安藤信正）に対しては、「不正有り」（桜田門外変の報告に虚偽があった、上京命令に従わなかった、「賄賂ニ汚レ、家事不取締」等）との表現が用いられている。
　一方、同時期（文久3年（1863年）12月）、かねてより船橋随庵らが必要性を説いていた農兵隊（農士隊）の組織が行われ、麻生万五郎らの指導によって活動を開始した。
そんななか、元治元年3月（1864年5月）、水戸天狗党の乱がおこる。かつて関宿藩に砲術指南として招かれ、藩士に西洋式砲術を教授した、大久保七郎左衛門が天狗党の大砲隊長兼武器奉行として乱に積極参戦するなど、乱には関宿藩と縁のある人物もかかわっていた。乱が収束をみせない、6月25日、前藩主・広周が死去する（「大和守当四月中ヨリ時候相障疝積届飲差発候処、追々疲労相増此節大切候処、、、」）。藩内に動揺がひろがる中、天狗党に近いものへの粛清が行われる。北関東で天狗党を支えるために資金調達、弾薬購入等で活躍していた川連虎一郎は、関宿藩の飛地である下野国都賀郡真弓村の出身で、農兵隊発足時の教頭の一人でもあった。幕府に追われ江戸に潜伏中の8月4日、江戸深川藩邸（現・清澄庭園）に近い洲崎海岸にて幕府の意向を憚った藩士らによつて、古川瀧蔵とともに殺害された。

## 発端
慶応4年1月（1868年2月）、鳥羽・伏見の戦いから、「逃亡」した将軍・徳川慶喜は新政府軍に対して恭順を示し、上野寛永寺に謹慎していた。慶喜の水戸への移送が決定し、3月14日（4月6日）には江戸無血開城の交渉が成立すると、江戸周辺に居た旧幕府軍の行動も活発さを増した。一方、関宿藩主・久世広文に対しては、新政府から上京の命令が繰り返し出されていたが、広文は、若年かつ健康のすぐれないのを理由に、家老の亀井清左衛門を代参させるなどして、領内にとどまっていた（このとき亀井と同道した藩士39名の中には、後年鏡心流元祖として知られることになる剣豪・荒尾光政も会計掛として従っていた)。それでも4月に入ると上京の準備を始め、4月5日には関宿城を出て、深川の藩邸へ入った。
4月9日（1868年5月1日）、関宿城下台町に会津藩からの使者として、田口敬作と服部半蔵（会津出身で、郡上藩凌霜隊に客兵として参加していた服部常五郎）が訪れ、関宿藩に対して、譜代のよしみで会津藩士への協力を要請した（関宿城下の通行、関宿藩から人員を出すこと、もしくは金銭・食糧を供出すること）。「遠山正功筆記」によると、このとき、城下に近い宝珠花磯部には約300名の脱走部隊が控えていたという。町奉行兼外交掛・羽太庄兵衛及び、大坪省助が面会し、その場で受け入れ不承知を即答するも、課題は城中へ持ち帰った。
城内では、現職のみならず、隠居を含めた家老・中老・用人経験者を招集し、意見がたたかわれた。木村正右衛門や丹羽十郎右衛門ら「佐幕派」と、杉山対軒や船橋随庵の「勤王派」との間では、会津に味方して共闘するか、あるいは城外に打って出て会津兵を殲滅するかと、激しく意見対立をするが、ひとまずは新政府軍に従う方針でまとめられた（慶喜が恭順姿勢を示してしていることが根拠となった）。
杉山と田邊与三郎が藩庁の委託を受けて、深川藩邸の広文のもとへ報告に出た。杉山が、新政府軍参謀・吉村長兵衛に恭順の姿勢をしめす伺書を提出すると、藩主・広文に帰城のうえ、「士民鎮撫皇化」につとめることが命ぜられた。この「御朱印御下知章」に対して、広文は「感載仕」った（「杉山対軒陳述」）が、江戸詰めの家臣達は「徳川報恩」を唱え不快を示した。二昼夜にわたる討論の結果、佐幕派13名を密かに脱藩させることで納得させ（脱藩者は関宿出身であることを隠したうえで、旧幕府軍が関宿藩に害を及ぼさないよう工作する方針）、20日までには広文を帰城させることを約束させて、杉山らは関宿への帰還の途につく。（4月17日）

## 岩井戦争と佐幕派の脱走
江戸を脱した旧幕府軍の一部は市川国府台に集結し、大鳥圭介を総督として、日光へ転戦するべく、4月11日には３隊に分かれて利根川左岸より北上を開始した（①会津藩士・秋月登之介を隊長、新選組の土方歳三を参謀とする前軍（伝習隊第一大隊、桑名藩隊、回天隊右半隊、新選組残党）、②大鳥圭介の中軍（伝習隊第二大隊）③歩兵第七連隊、土工兵隊を中心とした後軍）。
また、大鳥らとは別に江戸川沿いを北上していた佐幕派諸隊（凌霜隊、草風隊、貫義隊）も、それぞれ4月14日には関宿領内へ入ったが、城下では農兵隊が、厳重に警備をしいていたこともあり、結果的に関宿直城下は迂回し、境町で合流することとなった。さらにその後、利根川左岸側を進んでいた大鳥の伝習隊らと小山周辺で合流し、4月16日から17日にかけて新政府軍と激突することになる。（小山の戦い）
なお、これら旧幕軍が藩領中心部を迂回していたとはいえ、近くを通過した村々では部隊が止宿するための場所の確保や助郷等に駆り出され、幕兵の中には金品の強奪に及ぶものもあったため、その難渋振りを後日役所に訴え出ている。
こうした部隊とは行動を共にせず、一足遅れて、国府台を出発した複数の旧幕府軍グループ（旗本や陪臣からなる純義隊、誠忠隊、回天隊左半隊など）、総勢約1500名は、4月19日、関宿領内へ侵入し、岩井の藤田山高聲寺に頓集する（このとき、城下で活躍する農兵隊の存在に刺激された周辺農民らが、武装して高聲寺に一時集まったが、武士たちの姿に驚き、戦わず逃走したという。
関宿城からは監察・山崎弥五右衛門と留守居役・丹羽慎蔵を派遣し、城下通行を回避するよう説得を試みるが、両名は拘束され、のち、山崎とその従者・島田某は斬殺される。
（また、茶顛翁中山元成や、勤皇派漢詩人間中雲颿らも高聲寺に拘束され、危うく殺害されかかったとも伝わる）
一方、岩井を脱した丹羽慎蔵は、なぜか関宿城ではなく、深川藩邸に向かった。このとき旧幕府軍と城内の佐幕派とが内応して、関宿城を両面から攻めて占領する策略があったと伝わる。
情報を得た杉山対軒は、板橋の遁所を発して小山救援に向かおうとしていた伊地知正治・野津七左衛門の率いる薩摩・長州・大垣藩からなる新政府軍と接触し、部隊を城下へ引き入れた。
新政府軍（薩摩隊約200名、その他約100名）は翌4月20日早朝、岩井方面に展開し、旧幕府軍グループと戦闘に及んだ（岩井戦争）
この間、関宿藩士は城前の練兵場にて警備にあたっていたが、丹羽十郎右衛門を中心とする佐幕派約40～50名は、この機に脱藩し、江戸藩邸へ向かい藩主を擁して抗戦することを決議する。城代の木村正右衛門にも同行を求めたが木村は留保した。
岩井の戦闘は昼ごろまでには大勢が決し、旧幕府軍は、あるいは先行した伝習隊らと合流し、あるいは、転進して市川周辺に戻り、後日降伏するものもあった。
丹羽ら佐幕派約130名とその家族は、混乱に乗じて関宿城から脱出し、江戸川を下った。佐幕派が行動を開始したことで、城中には勤王派が多数残る状況になったため、木村も遅れて、家族と共に夜船で脱出（表向きは戦闘の結果等を藩主へ報告するため）、丹羽らに追いつき、翌21日早朝、江戸深川の丹羽虚舟（十郎右衛門と慎蔵の叔父であり、養父）の屋敷にて合流した。佐幕派はその後各自深川藩邸に集結し、広文を立てて徹底抗戦を主張した。
「遠山正功筆記」によると、木村は「関宿ハ今頃定メヲ落城セシナド、種々ノ盲説ヲ唱ヘ、當邸モ官軍ニ打チ囲マル可キ哉モ図リ難シ」として、周囲を説得したという。一方で、この報告を聞いて、藩儒・亀田保次郎（鶯谷)ら勤王派の6名は、「関宿城ニ殉ゼンコトヲ乞ヒ」、翌払暁、関宿城へ逃れていた。このため、藩邸＝佐幕派、城＝勤王派と、両派の分裂はより明確となり、双方の連絡も途絶することとなってしまった。
このときすでに、小山を突破していた大鳥の部隊や凌霜隊らは、さらに北側へ迂回していた秋月・土方ら前軍と合流し宇都宮城を攻略していた(宇都宮の戦い（4月19日）)。岩井から関宿城に帰還した伊地知は、早急に戦後処理の指示（監察安場一平（保和）の到着を待つこと・その間古河藩の指示に従うこと等）を出すと、北上を再開した（4月23日には、一旦旧幕軍に奪われた宇都宮城を奪還し、そのまま東北方面へ転戦する）。

## 深川邸乱入事件
岩井戦争後、予定どおり、4月22日には安場一平が入城し、関宿城は「無血開城」となった。23日には関宿の農兵隊に対して帰宅が命じられ、任務から離れている。
安場はこの後、上総方面へ転戦するが、関宿周辺では肥前大村藩の戦力1000人の宿陣をはじめ、新政府軍が次々と通過したため、その賄いに追われた。4月26日（5月18日）には宇都宮戦争からの敗残兵討伐を命ずる「誅夷令」が関宿及び周辺諸藩に出され警戒体制をとっている。城に残った重役家臣らによって、新政府軍に対しての脱走事件の報告・減刑歎願と事態の収拾活動（藩主捜索隊の派遣、脱走者の捕縛）がなされてはいたが、新政府軍の吉村長兵衛は彰義隊への対応を優先するため、関宿藩の藩主奪還の活動にたいしては自重指示を出していた。そのため、藩からは5～6名の藩主探索隊を江戸市中へ出すにとどまっていたが、閏4月21日（6月11日）、捕縛された、江戸詰近習頭・由岐七郎の供述によって、広文が深川藩邸にいるという情報が得られた。
杉山対軒は、翌日、彦根藩邸に置かれた新政府軍総督本陣へ赴くと大多喜から帰還していた安場と、藩主奪還を画策する。計画では肥後細川家および肥前大村家より応援をうける予定であったが、「差し支えあり」とのことで両家の当日参加は見送られた。
閏4月23日（6月13日）朝6時頃、杉山は30名の藩士を率いて、深川藩邸へ向かった。このとき、新政府軍からは安場及び、横山助之進、藤木岳之助が同行したが、まず、杉山らが談判して広文を引き渡すよう説得することとなった。杉山は30名を二隊に分け、一隊を裏口へまわすと、杉山の本隊が内玄関へまわる。杉山隊が錠口を通ったところ、邸内より6～7名が抜刀して現れたため、たちまち乱闘となってしまった。これによって、藩邸側5名が死亡、杉山側も3名が負傷した。
控えていた安場によって鎮静が図られ、杉山ら30名は、即時彦根藩邸へ戻って謹慎を命ぜられ、その夕方には白金の肥後細川家へ、翌日には霞が関の黒田邸へ護送軟禁された。
肝心の藩主・広文は事前に木村正右衛門・丹羽十郎右衛門らによって密かに藩邸から隣家へと連れ出されており、旗本・中村某邸に一泊ののち、久世家支流である下野守久世広道の牛込屋敷に移動していた。
関宿からの急報を受けた家老・亀井清左衛門は、閏4月27日、京都から帰還した。5月5日には木下源助とともに、新政府軍助参謀・渡邊清左衛門あてに「哀訴」を提出し、杉山以外の29名にかんしては、「情実御酌量御寛大候思召ヲ以テ」城下に戻って謹慎すべきことが許された。杉山一人は「首謀者」のため江戸黒田邸に残され、さらに5月20日には伊賀藩邸へと移動となった

## 上野戦争
木村正右衛門らは死亡した5名を丸山本妙寺に葬ると、浅草にいた「龍虎党」と接触するが、頼むに足らずとの判断で、再び下野守邸に4～5日滞在したのち、旗本・大久保次郎右衛門宅へ移り、さらに4～5日を過ごした。木村は大久保の紹介で、山岡鉄舟と面会し、行き場の周旋を依頼するが、思うに任せなかった。
潜伏場所に窮した丹羽は、上野輪王寺宮執当職にあった覚王院義観に掛け合って広文を連れ出し、上野山勧善院に入った。藩邸その他にあった佐幕派に集合を呼びかけ、奥原秀之助を隊長として部隊を編成、久世家の替紋「卍」にちなんで「萬字隊（卍字隊）」を称し、彰義隊に加勢する。
萬字隊の参加人数は資料によってばらつきがあり明瞭な数は不明である。藩士・塚本新之進が明治初期の藩士の動向を記した「旧関宿藩士人名録」によると、上野に入山したのは「60名」とある。一方、藩医・宇野田鶴雄の「懐中日記」のリストによるならば178名を数えることができる。
5月10日頃、木村も上野山に入る。丹羽は覚王院から「貳百円」、大久保勘四郎から「三百円」の軍資金を借り受ける。
5月15日（7月4日）、奥原は山王台（現在の西郷隆盛像のあたり）、丹羽は谷中口に布陣した。朝7時頃、開戦となるが、山王台から萬字隊も参加して放たれた大砲は黒門に迫る薩摩兵を苦戦させた。しかし、大村益次郎が持ちこんだといわれるアームストロング砲による長距離砲撃が開始されたのをひとつの契機として、一気に新政府側へと形勢が動く。山王台の奥原、谷中口の丹羽も戦死した。彰義隊殲滅を主張する大村らに対し、西郷はあえて下谷方面に逃げ道をあけていたといわれ、結果的に関宿藩からの戦死者は5名にとどまった。
八ツ半刻（14時～16時頃）、広文を連れて根岸方面に脱出した木村正衛門ら19名は、八王子の某八幡社で一泊。ここで、木村と近習・金谷伴右衛門、大久保善之助、和田芳之助の4名のみが供に残り、一行は佐倉に向かう。木村正右衛門がもとは佐倉藩士・岩瀧家の生まれであり、その縁故を頼ったのである。

## 藩主の奪還
5月18日（7月7日）、広文を連れた木村正右衛門一行は、佐倉領に入り、「某町某家」にかくまわれた。一方、関宿藩からは藩主捜索隊が追跡しており、5月20日、佐倉藩領近傍で、大久保、和田両名と遭遇し、潜伏場所を聞き出した。木村は「関宿ヨリ手入レ等コレ有ル節ハ、君公ト差シ違ヒ相果テ申ス可キ覚悟ノ趣」という状態であったという(遠山正功記)。そこで両者に説得させて、広文のみを連れ出すことに成功し、当分の間、小日向の分家・久世斧三郎邸に隠した。その後、6月1日に、広文は関宿城に到着し、実相寺にて謹慎した。
亀井清左衛門、木下源助ら残された家臣や斧三郎たちによって、新政府軍に対する度重なる減刑嘆願が繰り返された。基本的には、広文に叛意はなかったが、幼少・病弱のため奸臣らによって篭絡されたにすぎないので情状を酌んでほしいという内容であった。
また、上野を脱したほかの脱藩藩士らの多くは投降し、関宿藩預かりとして謹慎していたが、一部は会津藩に合流し東北の戦争に参加したものもあった。9月22日（11月6日）、会津若松城が降伏すると、元関宿藩士も投降し、10月24日（12月7日）に19名、つづいて11月10日（12月23日）に4名が関宿藩に引き渡されている。
こうして9月～11月にかけて数多くの嘆願書が出されており、10月23日には亀井から広文を排して、弟の順吉か鍠喜知への相続を願い出ている。11月29日には在邑、在東京、出府それぞれの重役連からも嘆願書が出されている。
結果、12月8日、古河藩経由で処分が言い渡された。広文は5000石の減封（4万3000石）のうえ隠居、結縁者への相続は許されるという比較的軽い処分で済んだ。12月14日、弟・順吉（久世広業）に家督が譲られた。

## 騒乱後
明治元年九月の時点で、新政府からは「脱走ノ家士罪一等ヲ減シ居宅謹慎」が命じられていた。一方、「首謀ノ家来」を調査することを通達された藩庁では、杉山対軒や成石修輔、中老・小島弥兵衛ら16名を一連の事件の「反逆首謀者」として報告した。。杉山や成石に対しては新政府側の「反逆者」の範疇とはことなるため、リストからの除名や再調査するべきことを求める動きもあった。。結果、小島を除く15名については一度藩へ身柄を戻されることになり、明治2年4月19日（1869年5月30日）、川船を使用して関宿へ送還されることになった。
しかし、なぜか杉山一人だけ出発延期となり、翌、4月20日、一人陸路を駕籠で帰還の途に就く。駕籠が並塚村の関宿道（通称「四里八丁」現・埼玉県北葛飾郡杉戸町）にさしかかったところ、井口小十郎、冨山匡之助の突然の襲撃により殺害された。事件は川連虎一郎殺害の仇討として好意的にとらえられ、実行犯の二名は7月20日には「死一等減」ぜられ、結局「閉門三年」とされている。
一人江戸に残された小島弥兵衛は5月14日、他藩の責任者たちと共に処刑を言い渡され、19日に納屋ツ原において斬刑に処された。
明治2年6月17日、版籍奉還によって広業は知藩事となる。
明治3年6月29日、明確な判決のでないまま成石は獄中死している。
小倉に逃れた丹羽十郎右衛門の実弟・慎蔵は「深津無一」と改名し、明治政府に出仕し、主に東北・北陸で地方官（書記官や判事など）として活躍した。
佐倉に潜伏していた木村正右衛門は、後日静岡へ逃れ、「山田大夢」と改名し、当地の教育者（沼津兵学校など）として活躍した。